# 前38年
| 千纪： | 前1千纪 |
| 世纪： | 前2世纪 \| 前1世纪 \| 1世纪                                                                                |
| 年代： | 前60年代 \| 前50年代 \| 前40年代 \| 前30年代 \| 前20年代 \| 前10年代 \| 前0年代                            |
| 年份： | 前43年 \| 前42年 \| 前41年 \| 前40年 \| 前39年 \| 前38年 \| 前37年 \| 前36年 \| 前35年 \| 前34年 \| 前33年 |
| 纪年： | 西汉建昭元年                                                                                               |

## 大事记
- 西汉废除孝文太后寝庙园
- 汉元帝废除河间王刘元的王位
- 冯婕妤为汉元帝档熊

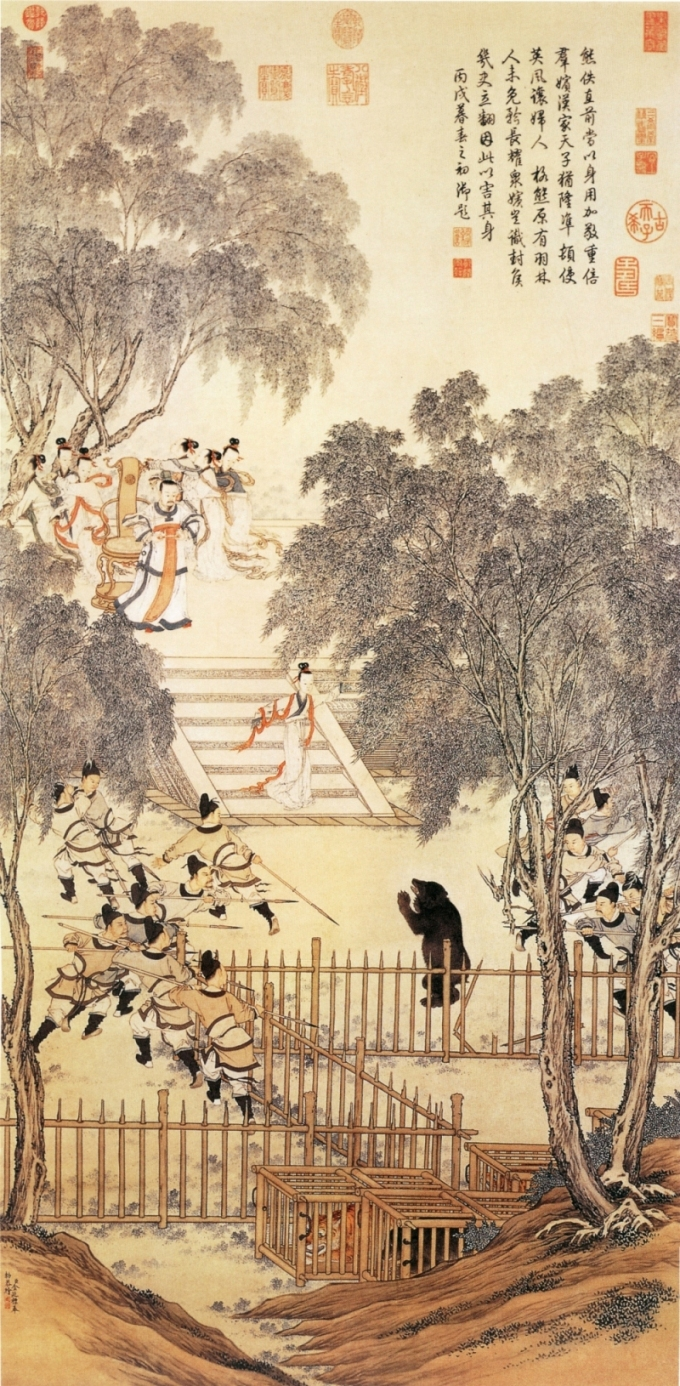
婕妤挡熊图，现藏于北京故宫博物院

- 王昭君以民間女子身份被選入宮，成為了一名宮女。

## 出生

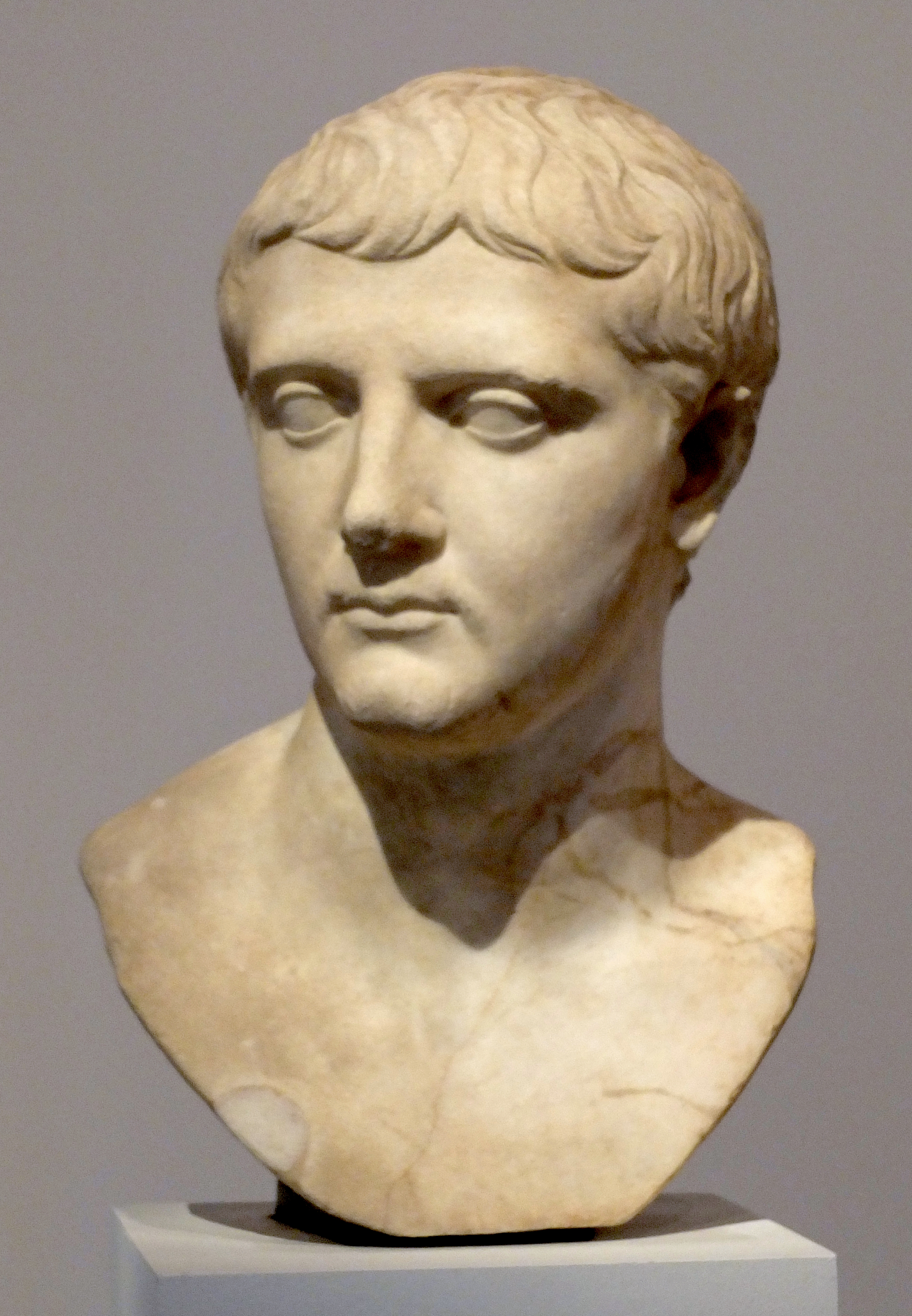
尼禄·克劳狄·德鲁苏斯

- 尼禄·克劳狄·德鲁苏斯，罗马皇帝克劳狄一世的父亲